# Дунавска тънкорунна овца
Дунавска тънкорунна овца е българска порода овце с предназначение добив на вълна и месо.

## Разпространение
Породата е разпространена в стопанства в селища, намиращи се в областите Плевен, Велико Търново, Видин и Враца. Породата е създадена чрез сложно възпроизводително кръстосване на местни породи овце с кочове от тънкорунни породи. За основа са послужили местни плевенски и овцете от породата свищовска овца. Тези овце са кръстосвани с кочове от породата Меринофлайш като получените кръстоски са заплождани с кочове от породите Асканийска овца и Кавказки меринос. Призната е за порода през 1986 г.
Към 2008 г. броят на представителите на породата е бил 778 индивида.
Рисков статус – застрашена от изчезване.

## Описание
Животните са едри със здрава конституция и удължено тяло. Главата е бяла с права профилна линия, ушите са хоризонтално поставени. Овцете са без рога, а рогата при кочовете са добре развити. Гръдният кош е широк и дълбок, а гърбът е прав. Опашката е дъга и достига под скакателната става. Шията е средно дълга с две кожни гънки - по една напречна и една надлъжна. Краката са здрави.
Руното е бяло и затворено. Краката, главата и корема са добре зарунени.
Овцете са с тегло 62 – 65 kg, а кочовете 100 – 110 kg. Средният настриг на вълна е 6 – 6,5 kg при овцете и 12 – 13 kg при кочовете. Плодовитостта е в рамките на 125 – 130%. Средната млечност за лактационен период е 125 – 130 l.